# Oalex Anderson
Oalex Anderson (ur. 11 listopada 1995 w Barrouallie) – piłkarz z Saint Vincent i Grenadyn grający na pozycji napastnika w drugoligowym amerykańskim klubie North Carolina FC oraz reprezentacji Saint Vincent i Grenadyn.

## Kariera
Karierę rozpoczynał w lokalnym System 3 FC. Był wypożyczony do antiguańskiego klubu Grenades F.C. W 2015 trafił do Seattle Sounders. Występował zarówno w pierwszej drużynie, jak i w rezerwach. Z drużyną w 2016 wygrał Major League Soccer. Po triumfie powrócił do System 3. W 2020 trafił do Richmond Kickers. W 2022 przeniósł się do North Carolina FC.
W reprezentacji Saint Vincent i Grenadyn zadebiutował 7 lutego 2014 przeciwko Dominice. Pierwszą bramkę w kadrze zdobył 5 maja tego samego roku również z tym samym rywalem.